# Arent Josting
Arent Josting, även Arendt Josting, Arent Joestinck eller Arendt Justingh, var en tjänsteman under hertig Karl, troligen son till Gerdt Josting och Agnes Hannemanna (död 1593).
Vid ett gränsmöte mellan svenskar och danskar 1601 presenterade svenskarna en karta över Nordkalotten, ritad av Arent Josting och Ambjörn Jacobi. Detta var en av de första kartorna över området, men den verkar inte finnas bevarad.
År 1599 hade Josting förordnats till befälhavare över samtliga lappmarker och lappfogdar. Troligen hade han stor betydelse för den lappskattereform som hertig Karl tog initiativ till genom ett brev den 22 juli 1602.
Arent Josting verkar sedan ha blivit fogde över Forsmark och Lövsta bruk. Det finns uppgifter om att han där misskötte sin syssla så grovt att han blev avrättad år 1613.